# Фрасилл
Фрасилл (др.-греч. Θράσυλλος) (умер в 406 году до н. э.) — афинский военачальник и политический деятель последних лет Пелопоннесской войны.

## Биография
Впервые упоминается Фукидидом в 411 г. до н. э. когда будучи ещё гоплитом вместе с Фрасибулом, Леонтом и Диомедонтом способствовал сохранению демократии на Самосе, где базировался афинский флот. Когда же в Афинах произошёл олигархический переворот, и власть захватила т. н. группировка «Четырёхсот», Фрасилл и Фрасибул открыто провозгласили в афинском войске на Самосе демократию, поклялись продолжать войну с пелопоннесцами, быть врагами «Четырёхсот» и не вести с ними переговоров.
Будучи в должности стратега, в 410 г. до н. э. участвовал в битве при Киноссеме, в котором командовал левым флангом афинского флота. В следующем, 410 г. до н. э., в битве при Абидосе Фрасилл вместе с Фрасибулом также командовал афинским флотом. После сражения прибыв в Афины за подкреплением, отразил атаку спартанского войска царя Агиса II около самих Афин. Получив войско и корабли, Фрасилл прибыл в Ионию, где с переменным успехом сражался с пелопоннесскими, сиракузскими и персидскими войсками.
В 406 г. до н. э. был одним из афинских стратегов во время сражения при Аргинусских островах. Прибыв в Афины, вместе с шестью другими стратегами он был обвинён в неоказании помощи гибнущим афинским кораблям и непогребении павших, приговорён к смерти и казнён.